# Coupe Canada
Pour les articles homonymes, voir Coupe Canada (homonymie).
Coupe Canada est une compétition de hockey sur glace internationale. La compétition a eu lieu à cinq reprises entre 1976 et 1991, les équipes y participant étant invitées. En 1996, Coupe Canada est remplacée par la Coupe du monde.

## Historique et palmarès

### Les débuts

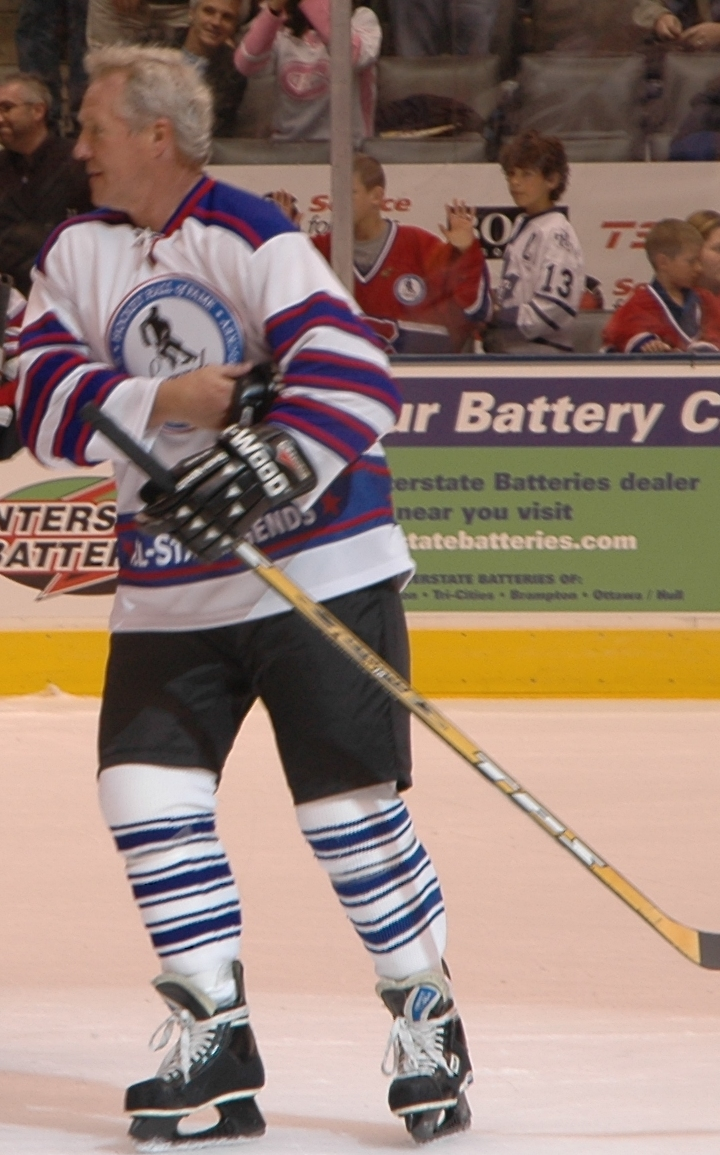
Darryl Sittler offre la première Coupe Canada à son pays en 1976.

Au début des années 1970, les compétitions internationales organisées par la Fédération internationale de hockey sur glace sont des compétitions excluant les joueurs professionnels alors que dans le même temps, les fans de hockey de l'Amérique du Nord se prennent d'intérêt pour les compétitions internationales de haut niveau, cet engouement s'expliquant en partie par la réussite de la Série du Siècle de 1972 opposant l'équipe d'URSS et celle du Canada.
Douglas Fisher, membre de Hockey Canada, et Alan Eagleson, de l'Association des joueurs de la Ligue nationale de hockey (LNH), réussissent donc à monter une nouvelle compétition entre les équipes d'Europe et celles d'Amérique du Nord, les pays participants étant invités. La première édition se joue entre deux saisons de la LNH au mois de septembre 1976. Les nations participant au tournoi sont les suivantes : l'URSS, le Canada, les États-Unis, la Suède, la Tchécoslovaquie ainsi que la Finlande. Cette dernière ne participe pas à l'édition de 1981 et est remplacée par l'Allemagne de l'Ouest.

### Les premières éditions
Les Canadiens remportent la première édition en battant en finale le champion du monde en titre, la Tchécoslovaquie, ceci grâce à une victoire 5-4 en prolongation et un but de Darryl Sittler,. Cinq ans plus tard, en 1981, l'URSS bat le Canada sur le score de 8-1. Le score est de 0-0 lors du premier tiers temps puis lors du deuxième tiers, les Soviétiques inscrivent trois buts alors que leur gardien, Vladislav Tretiak, n'en laisse passer qu'un seul. Lors du dernier tiers temps, les Soviétiques inscrivent cinq buts de plus pour emporter le trophée. Ces derniers croient justement qu'en ayant remporté la finale, ils peuvent ramener le trophée dans leur pays. Le gouvernement Canadien refuse et accuse les Soviétiques de vol. Finalement, le trophée reste en Amérique du Nord et un homme d'affaires Canadien, George Smith, réalisera une réplique et l'enverra en URSS.
Lors de la Coupe Canada 1984, au classement général, l'URSS termine à la première place de la première phase devant les Américains, les Suédois puis les Canadiens. Ces derniers éliminent les Soviétiques dès la demi-finale. Pete Peeters dans les buts du Canada ne laisse passer que deux buts alors que son équipe remporte le match 3-2 en prolongation avec un but de Mike Bossy. Dans l'autre demi-finale, Håkan Loob inscrit trois buts pour la Suède alors que son équipe vient facilement à bout des Américains, 9-2. Le Canada remporte la première manche de la finale 5-2 puis mène lors du deuxième match 5-0 pour finalement remporter la victoire 6-5.

### La Coupe Canada 1987

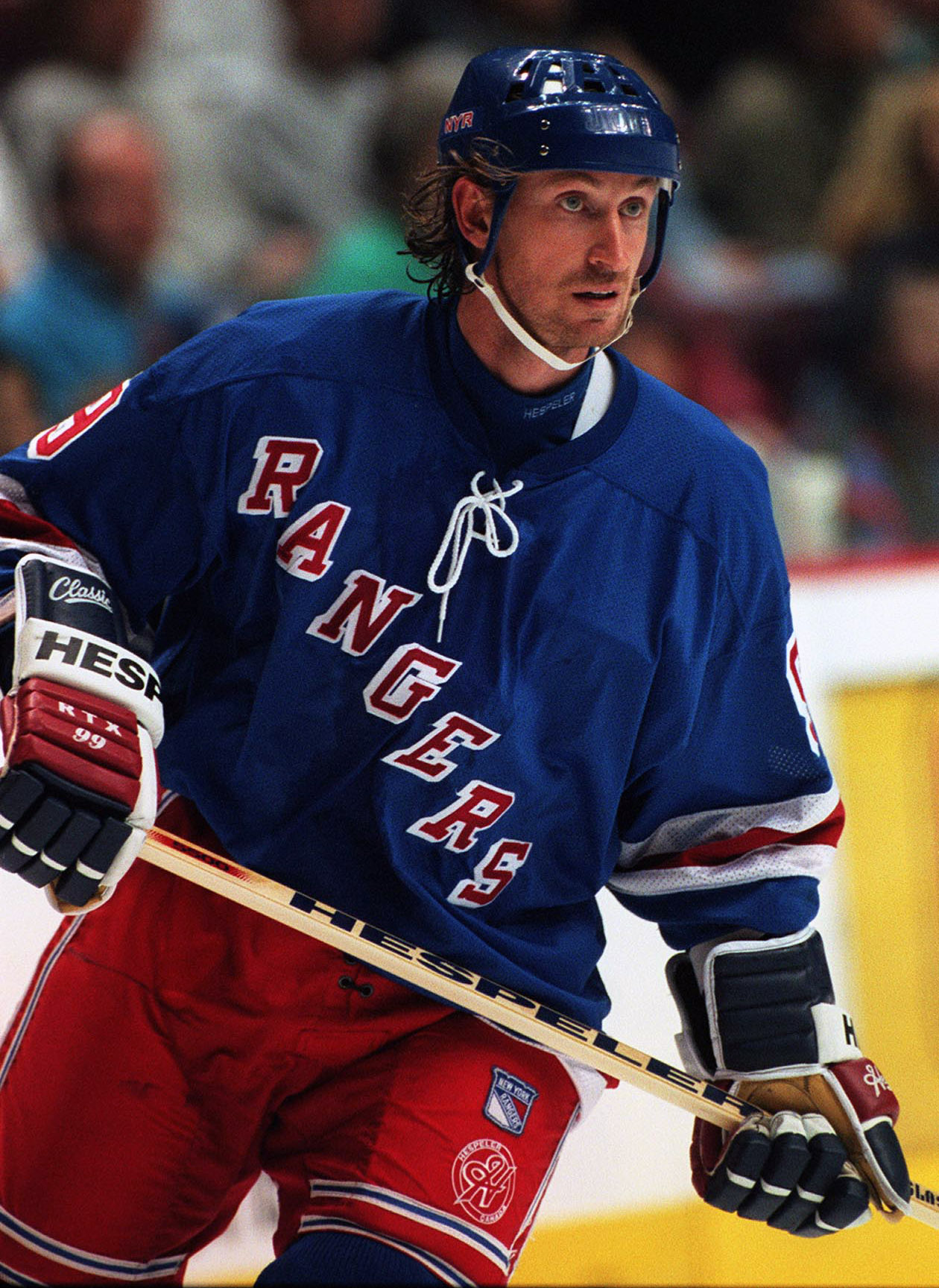
Wayne Gretzky remporte l'édition 1987 de la Coupe Canada et est nommé meilleur joueur du tournoi.

La Coupe Canada 1987 voit les Canadiens finir en tête de la première phase, devant les Soviétiques, Suédois et Tchécoslovaques. En demi-finale, l'équipe des Canadiens est menée 2-0 par les Tchécoslovaques avant qu'un doublé de Mario Lemieux ne permette à son équipe de revenir au score. Finalement, la partie est remportée sur la marque de 5-3. Dans l'autre demi-finale, les Soviétiques se débarrassent des Suédois pour une nouvelle confrontation en finale. Pour beaucoup de fans de hockey et de joueur de hockey, la finale qui se joue en deux matchs gagnant est une des plus belles jamais disputée dans l'histoire du hockey. C'est ainsi le cas de Wayne Gretzky qui déclarera par la suite, que pour lui il s'agit du plus beau hockey qu'il aura joué de toute sa carrière.
Le Canada perd la première manche 6-5 dans le Forum de Montréal lors de la prolongation après avoir remonté un déficit de 4 buts à 1. Le but de la victoire pour les Soviétiques étant inscrit par Aleksandr Semak. Le deuxième match a lieu deux jours plus tard le 13 septembre, dans le Copps Coliseum. Les Canadiens prennent le large avec une avance 3 à 1 mais, leurs adversaires reviennent dans le match et avant la fin du deuxième tiers, le score est de trois buts partout. Au cours du troisième tiers-temps, Lemieux inscrit les deux buts pour son pays, assisté les deux fois par Gretzky, mais les Soviétiques reviennent au score à chaque fois. Après une première période de prolongation sans évolution du score, Gretzky réalise sa cinquième passe décisive du match pour le troisième but victorieux de Lemieux.
Pour le troisième et dernier match de la série, les Soviétiques assomment les Canadiens en inscrivant trois buts dès le début de la rencontre. Grant Fuhr, gardien Canadien, laisse ainsi passer trois tirs en seulement neuf minutes et en neuf tirs. Rick Tocchet et Brian Propp répliquent pour le Canada mais la période se finit avec une avance 4-2 pour l'URSS par un but de Andreï Khomoutov. L'équipe canadienne inscrit trois buts lors du deuxième tiers pour prendre la tête mais Semak permet aux siens de recoller au score lors de la troisième période. Tout semble faire croire que le match va aller une nouvelle fois vers les prolongations quand, à une minute et vingt-six secondes de la fin du match, Gretzky réalise une nouvelle passe pour Lemieux qui inscrit le but de la victoire,,.

### La dernière Coupe Canada
Pour la dernière édition de la Coupe Canada, les joueurs de l'URSS finissent la première poule à la cinquième place du classement et ne sont donc pas qualifiés pour la suite du tournoi. Les Canadiens terminent à la première place devant les Américains, les Finlandais et les Suédois. Les joueurs du Canada battent les Suédois 4-0 en demi-finale alors que l'autre équipe d'Amérique du Nord bat l'autre Pays nordique 7-3. Les deux matchs de la finale tournent à l'avantage des joueurs du Canada avec deux victoires 4-1 et 4-2.
À la suite de cette édition, un scandale éclate au sein de l'organisation de la Coupe Canada. Eagleson est accusé et condamné pour avoir détourné de l'argent des caisses de l'association des joueurs sur son propre compte bancaire. La Coupe Canada n'existe donc plus et la prochaine compétition à voir le jour est la Coupe du monde de hockey en 1996.

## Statistiques

### Classement par éditions

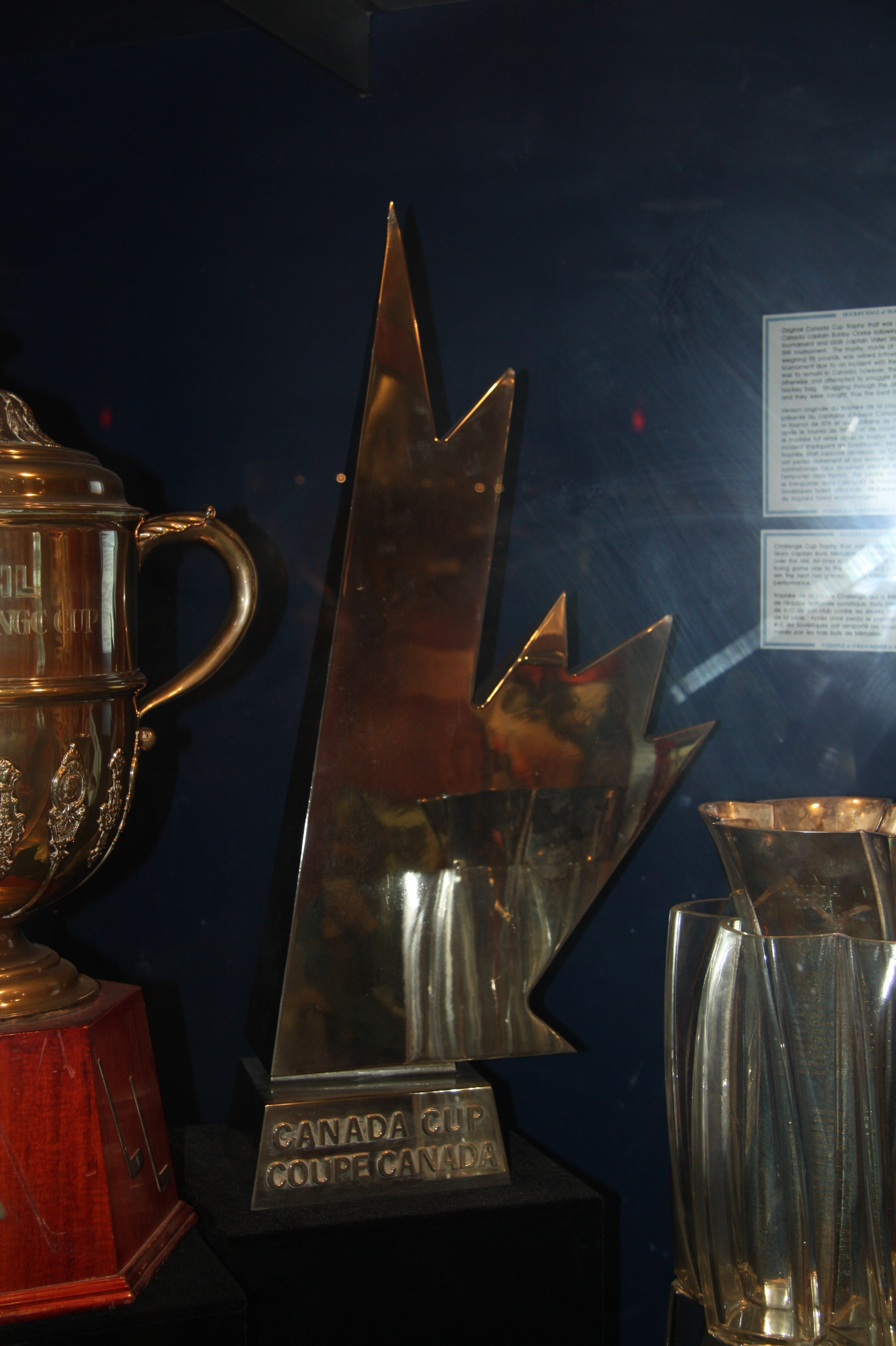
La Coupe Canada au musée du Temple de la renommée du hockey.

| Année | Vainqueur        | Finaliste        | Meilleur joueur   |
| ----- | ---------------- | ---------------- | ----------------- |
| 1976  | Canada           | Tchécoslovaquie  | Bobby Orr         |
| 1981  | Union soviétique | Canada           | Vladislav Tretiak |
| 1984  | Canada           | Suède            | John Tonelli      |
| 1987  | Canada           | Union soviétique | Wayne Gretzky     |
| 1991  | Canada           | États-Unis       | Bill Ranford      |

### Statistiques par nation
| Allemagne        | 5  | 0  | 4  | 1 | 13  | 29  | -  | -  | - | -  | -  |
| Canada           | 25 | 16 | 3  | 6 | 117 | 61  | 14 | 12 | 2 | 64 | 44 |
| États-Unis       | 25 | 12 | 10 | 3 | 84  | 82  | 5  | 1  | 4 | 13 | 24 |
| Finlande         | 20 | 3  | 15 | 2 | 41  | 109 | 1  | 0  | 1 | 3  | 7  |
| Suède            | 25 | 11 | 13 | 1 | 74  | 85  | 5  | 1  | 4 | 18 | 21 |
| Tchécoslovaquie  | 25 | 8  | 12 | 5 | 73  | 76  | 4  | 0  | 4 | 8  | 20 |
| Union soviétique | 25 | 14 | 7  | 4 | 101 | 61  | 7  | 3  | 4 | 34 | 24 |